# Sony/Philips Digital Interface

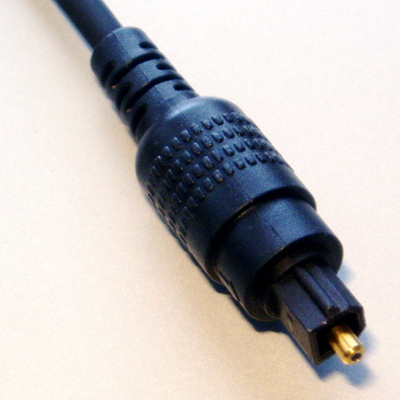
Toslink connector

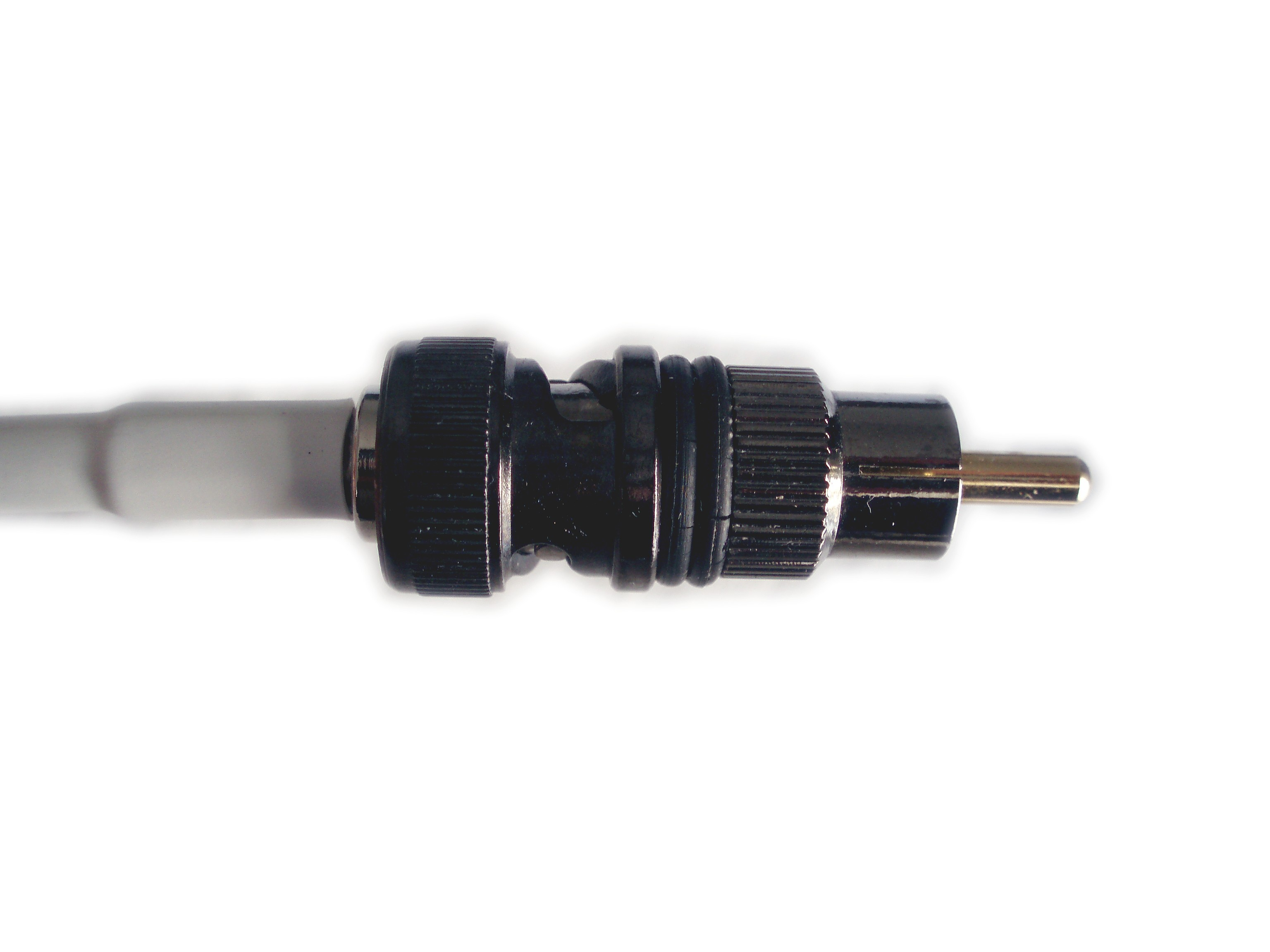
75 ohm coaxkabel met BNC-naar-RCA adapter

S/PDIF of S/P-DIF is de afkorting voor Sony/Philips Digital Interface Format. Het is een standaard voor de overdracht van digitaal geluid die door deze bedrijven is ontwikkeld en die is vastgelegd in de IEC 60958 type II-standaard, die deel uitmaakt van de IEC 958-standaard. Dit is een collectie van specificaties voor het transporteren van digitale stereo tussen verschillende apparaten en stereocomponenten door middel van PCM-signalen.
S/P-DIF is de consumentenversie van de standaard die ook wel bekend is als AES/EBU. Deze standaard voorziet in kleine veranderingen in het gebruikte protocol en kan gebruikt worden in combinatie met goedkopere hardware. S/P-DIF kan zowel worden toegepast met optische Toslink-kabels als met elektrische RCA-kabels.

## Toepassingen
S/PDIF wordt hoofdzakelijk gebruikt in combinatie met cd- en dvd-spelers die cd's afspelen, maar is ook gangbaar geworden bij andere audiocomponenten zoals MiniDiscs en geluidskaarten in computers. S/PDIF is ook populair in auto-audiosystemen, waar een grote hoeveelheid kabels vervangen kan worden door een enkele glasvezelkabel. Het voordeel van optische datatransmissie is dat deze immuun is voor elektrische stoorsignalen.
Een andere veelgebruikte toepassing van de S/PDIF-interface is het transporteren van gecomprimeerde digitale audio zoals gedefinieerd in de standaard IEC 61937. Deze modus wordt gebruikt om een dvd-speler met een home theater-receiver te verbinden die Dolby Digital of DTS surround sound ondersteunt. Lossless formaten zoals Dolby TrueHD en DTS-HD Master Audio worden niet ondersteund.

## Hardwarespecificaties
De S/PDIF-specificatie staat verschillende typen kabels en connectors toe. De elektrische kabels worden meestal aangeduid met coaxiaal en RCA-connector. De optische variant wordt meestal optisch of Toslink genoemd, maar soms ook EIAJ optisch. Er bestaan converters om een elektrische RCA S/PDIF-connector om te zetten in Toslink en omgekeerd, echter meestal maar in één richting. Alle converters vereisen een externe voeding. De optische versie is toepasbaar in vele toepassingen door zijn immuniteit voor elektrische stoorsignalen.
S/PDIF is ontwikkeld uit een standaard die gebruikt wordt in de professionele audio, ook wel bekend als AES/EBU, die gebruikt wordt bij de systemen met digitale audio tape (dat) en voor datatransmissie in professionele studio-opnamen. S/PDIF is identiek op protocolniveau, maar de connectors zijn veranderd van XLR in de elektrische coaxiale RCA-connector of de optische Toslink-connector. Beide zijn goedkoper en makkelijker in gebruik dan de XLR-connector. De kabel is ook veranderd van een kabel met een impedantie van 110 Ω (ohm) met gebalanceerde twisted pair in de al reeds meer gangbare en dus goedkopere 75 Ω-coaxiale kabel in combinatie met de RCA-connector in plaats van de "F"-connector, zoals gebruikelijk is bij kabeltelevisie. S/PDIF is in alle opzichten een consumentenversie van het AES/EBU-formaat.
|                    | AES/EBU                                         | SPDIF                        |
| ------------------ | ----------------------------------------------- | ---------------------------- |
| Bekabeling         | 110 Ω afgeschermd twisted pair of 75 Ω coaxiaal | 75 Ω coaxiaal of glasvezel   |
| Connector          | 3 pin-XLR, 25 pin-D-subminiatuur, BNC           | RCA, BNC of Toslink          |
| Signaalniveau      | 3 tot 10 V                                      | 0,5 tot 1 V                  |
| Modulatie          | Biphase Mark Code                               | Biphase Mark Code            |
| Subcode informatie | ASCII ID tekst                                  | SCMS kopieerbeveiligingsinfo |
| Max. resolutie     | 24 bits                                         | 20 bits (24 bits optioneel)  |

## Protocolspecificaties
S/PDIF wordt gebruikt om digitale signalen te versturen in verschillende formaten. De meest gebruikte formaten zijn het 48 kHz-formaat dat bij digitale audio tape wordt gebruikt en het 44,1 kHz-formaat dat wordt gebruikt voor cd-audio. Om zoveel mogelijk systemen (waaronder de voorgaande twee) te kunnen ondersteunen heeft het formaat geen gedefinieerde datarate. In plaats daarvan wordt de data verstuurd door middel van Biphase Mark Code, die één of twee overgangen heeft per bit, zodat de originele word clock van het signaal kan worden afgetrokken.
S/P-DIF is bedoeld voor het verzenden van 20 bit-audiostromen plus ander gerelateerde informatie. De bitgrootte kan worden verlaagd tot 16 bits door het toevoegen van voorloopnullen of tot 24 bits door de extra informatie na te sturen.
Het low-levelprotocol is bijna hetzelfde zoals bij de AES/EBU-standaard en wordt beschreven in het AES/EBU-artikel. Het enige verschil is het "kanaalstatusbit".

### Het kanaalstatusbit in de S/P-DIF
Er is één kanaalstatusbit in elke subframe, waarbij elk audioblok 192 bits lang is. Dit betekent dat er 192/8 = 24 bytes beschikbaar zijn in elk audioblok. De betekenis van het kanaalstatusbit is compleet verschillend bij AES/EBU en de S/P-DIF.
Bij de SPDIF is het 192 bit-woord verdeeld in 12 woorden van elk 16 bits. De eerste 6 bits van het eerste woord vormen een controlecode. De betekenis van de bits in het controlecode zijn weergegeven in onderstaande tabel:
| bit num. | if not set means:        | if set means:       |
| -------- | ------------------------ | ------------------- |
| 0        | consument                | professioneel       |
| 1        | normaal                  | gecomprimeerde data |
| 2        | kopiëren niet toegestaan | kopiëren toegestaan |
| 3        | 2 kanalen                | 4 kanalen           |
| 4        | -                        | -                   |
| 5        | no pre-emphasis          | pre-emphasis        |

## Overige informatie
S/PDIF is gedefinieerd in de internationale standaard IEC 60958-3.
S/PDIF is beschermd door het patent EP000000811295B1.

## Wireless S/PDIF
Hoewel S/PDIF via coax in principe niet geschikt is voor transport over lange afstanden, is er toch een - zij het niet officiële - manier om het signaal draadloos te versturen, door gebruik te maken van een zogenoemde remote tv-zender/ontvanger (meestal werkend op 2,4 GHz), die normaal gebruikt worden om signaal van de ene televisie binnenshuis naar de andere te versturen. In dit geval wordt de coaxplug van de signaalgever in de video-ingang van de zender gestopt en wordt bij de hifi-installatie de video-uitgang van de ontvanger verbonden met de coaxingang van de versterker.